# Roland XP-80
De Roland XP-80 is een 76-toetsen, 64-stemmige digitale synthesizer/music workstation uitgebracht in 1996 door Roland. De klankbron is gebaseerd op de befaamde JV-serie synthesizers uit de jaren 90 met PCM subtractieve synthese, en is een verbeterde versie van de JV-1080 klankmodule met sequencer-mogelijkheid afkomstig uit de Roland MRC-Pro sequencer.

## Beschrijving
De XP-80 is een veelzijdig workstation en wordt gebruikt als professioneel keyboard in zowel studio-opstellingen als bij live-optredens. Het heeft een klavier met 76 halfgewogen toetsen met aanslaggevoeligheid en aftertouch. Een kleinere variant met 61-toetsen, de XP-60, werd kort daarop geïntroduceerd.
De waveforms waarmee de geluiden zijn samengesteld zijn identiek aan die van de overige XP- en JV-modellen van Roland. De XP-80 beschikt over een verbeterde effecten-sectie, en het grotere dynamische bereik van het toetsenbord maakt subtieler spel mogelijk - hetgeen zich vertaalt in de klank. Voor de analoge hype had de XP-80 filtering-mogelijkheden die in 1996 redelijk uniek waren voor een verder volledig digitaal workstation: ringmodulatie, hi-pass, lo-pass, peak- en band-passfiltering en ook resonance (zelfoscillatie).
De XP-80 is volledig multitimbraal waardoor samenwerking met MIDI-sequencers mogelijk is. Extra's zijn onder andere: een ingebouwde sequencer met uitgebreide quantize-mogelijkheden, een diskettestation voor opslag van geluiden en sequences, zes vrij toe te wijzen schuifknoppen, vier sleuven voor uitbreidingskaarten met extra geluiden (expansion boards), en een arpeggiator. Elke sleuf heeft ruimte voor een SR-JV80 uitbreidingskaart. In totaal zijn er 21 SR-JV80 uitbreidingskaarten uitgebracht door Roland. Negentien zijn verkocht (SR-JV80-02 tot en met SR-JV80-19), en twee zijn als demo weggegeven voor diverse promoties.
Nieuw in 1996 was de mogelijkheid meerdere effecten te combineren. Van de drie volledig configureerbare standaard-effecten (galm, chorus en delay) waren er steeds twee per klank te combineren. Daaraan kon nog een zogenaamd EFX multi-effect worden toegevoegd, op te roepen uit een zeer uitgebreide lijst effecten. Voorbeelden zijn Rotary (ook wel Leslie-effect genoemd, bekend van het rondzingen van een hammondorgel), Stereo-delay, Ping-pong delay en Distortion. Tevens kon men instellen hoe de effecten elkaar zouden beïnvloeden (effect-routing). Hiermee konden volle klanken worden samengesteld, dat bijzonder was voor een synthesizer in de jaren 90.
De ingebouwde waveforms en presets van de XP-80 zijn afkomstig van klankontwerper Eric Persing.

## XP-60
Nadat de XP-80 op de markt kwam, bracht Roland ook de XP-60 in 1996 uit. De XP-60 is gelijk aan de XP80 maar bevat een klavier met 61 toetsen. Er is eveneens een ingebouwde sequencer met diskettestation, een groot display, en er kunnen vier uitbreidingskaarten worden toegevoegd. De klanken van de XP-60 zijn identiek aan andere synthesizers uit die tijd, zoals de JV-1080, JV-2080, XP-80 en XP-50.

## XP-serie
De familie van XP-synthesizers bestaat uit de eerst uitgebrachte XP-10 in 1994 en XP-50 in 1995. In 1996 kwamen hier de XP-80 en XP-60 bij. Ten slotte kwam de XP-30 uit in 1999.